# Critérium de Saint-Cloud
Groupe 1
Le Critérium de Saint-Cloud est une course hippique de plat se déroulant en novembre sur l'Hippodrome de Saint-Cloud à Saint-Cloud.
Créée en 1901, c'est une course de Groupe I (Groupe II jusqu'en 1987) réservée aux chevaux de 2 ans.
Le Critérium de Saint-Cloud se court sur la distance de 2 000 mètres, et l'allocation s'élève à 250 000 €.

## Palmarès depuis 1988
| Année | Vainqueur          | Pays            | Père               | Jockey                | Entraîneur             | Propriétaire                  | Deuxième           | Troisième         | Temps           |
| ----- | ------------------ | --------------- | ------------------ | --------------------- | ---------------------- | ----------------------------- | ------------------ | ----------------- | --------------- |
| 2024  | Tennessee Stud     | Irlande         | Wootton Bassett    | Dylan B. McMonagle    | Joseph O'Brien         | Coolmore                      | Green Storm        | Harvey            | 2'16"08         |
| 2023  | Los Angeles        | Irlande         | Camelot            | Christophe Soumillon  | Aidan O'Brien          | Coolmore                      | Islandinthestream  | Illinois          | 2'15"25         |
| 2022  | Dubai Mile         | Royaume-Uni     | Roaring Lion       | Daniel Muscutt        | James Ferguson         | Ahmad Al Shaikh               | Arrest             | Adelaide River    | 2'20"57         |
| 2021  | El Bodegon         | Royaume-Uni     | Kodiac             | Ioritz Mendizabal     | James Ferguson         | Nas Syndicate & A.O'Callaghan | Stone Age          | Goldspur          | 2'16"93         |
| 2020  | Gear Up            | Royaume-Uni     | Teofilo            | James Doyle           | Mark Johnston          | Teme Valley                   | Botanik            | Makaloun          | 2'21"99         |
| 2019  | Mkfancy            | France          | Makfi              | Théo Bachelot         | Pia Brandt             | Abdullah Al Maddah            | Arthur's Kingdom   | Mythical          | 2'20"21         |
| 2018  | Wonderment         | France          | Camelot            | Stéphane Pasquier     | Nicolas Clément        | Mme S. Thayer                 | Sydney Opera House | Fox Tal           | 2'10"91         |
| 2017  | Édition annulée    | Édition annulée | Édition annulée    | Édition annulée       | Édition annulée        | Édition annulée               | Édition annulée    | Édition annulée   | Édition annulée |
| 2016  | Waldgeist          | France          | Galileo            | Pierre-Charles Boudot | André Fabre            | Gestüt Ammerland              | Best Solution      | Capri             | 2'12"73         |
| 2015  | Robin of Navan     | Royaume-Uni     | American Post      | Tony Piccone          | Harry Dunlop           | Cross & Deal & Foden & Sieff  | Cloth of Stars     | Notte Bianca      | 2'15"46         |
| 2014  | Epicuris           | France          | Rail Link          | Thierry Thulliez      | Christiane Head-Maarek | Khalid Abdullah               | Palang             | Big Blue          | 2'17"41         |
| 2013  | Prince Gibraltar   | France          | Rock of Gibraltar  | Christophe Soumillon  | Jean-Claude Rouget     | Jean-François Gribomont       | Bereni Ka          | Hartnell          | 2'26"25         |
| 2012  | Morandi            | France          | Holy Roman Emperor | Maxime Guyon          | Jean-Claude Rouget     | Daniel-Yves Treves            | Willie The Whipper | Miss You Too      | 2'25"30         |
| 2011  | Mandaean           | France          | Manduro            | Maxime Guyon          | André Fabre            | Godolphin                     | Brocottes          | Tai Chi           | 2'20"20         |
| 2010  | Recital            | Irlande         | Montjeu            | Johnny Murtagh        | Aidan O'Brien          | Smith, Magnier & Tabor        | Bubble Chic        | Prairie Star      | 2'24"80         |
| 2009  | Passion for Gold   | Royaume-Uni     | Medaglia d'Oro     | Frankie Dettori       | Saeed Bin Suroor       | Godolphin                     | Mikhail Glinka     | Zazou             | 2'19"10         |
| 2008  | Fame and Glory     | Irlande         | Montjeu            | Johnny Murtagh        | Aidan O'Brien          | Smith, Magnier & Tabor        | Drumbeat           | Feels All Right   | 2'19"90         |
| 2007  | Full Of Gold       | France          | Gold Away          | Thierry Gillet        | Christiane Head-Maarek | Alec Head                     | Hannouma           | Putney Bridge     | 2'18"10         |
| 2006  | Passage of Time    | Royaume-Uni     | Dansili            | Richard Hughes        | Henry Cecil            | Khalid Abdullah               | Soldier of Fortune | Empire Day        | 2'08"90         |
| 2005  | Linda's Lad        | France          | Sadler's Wells     | Christophe Soumillon  | André Fabre            | Sean Mulryan                  | Fauvelia           | Flashing Numbers  | 2'23"30         |
| 2004  | Paita              | Allemagne       | Intikhab           | Andreas Suborics      | Mario Hofer            | Stall Steigenberger           | Yehudi             | Laverock          | 2'19"00         |
| 2003  | Voix du Nord       | France          | Valanour           | Dominique Bœuf        | David Smaga            | Baron T. Van Zuylen           | Simplex            | Day or Night      | 2'16"00         |
| 2002  | Alberto Giacometti | Irlande         | Sadler's Wells     | Michael Kinane        | Aidan O'Brien          | Sue Magnier                   | Summerland         | Marshall          | 2'25"90         |
| 2001  | Ballingary         | Irlande         | Sadler's Wells     | Jamie Spencer         | Aidan O'Brien          | Sue Magnier                   | Castle Gandolfo    | Black Sam Bellamy | 2'24"60         |
| 2000  | Sagacity           | France          | Highest Honor      | Olivier Peslier       | André Fabre            | Jean-Luc Lagardère            | Reduit             | Sligo Bay         | 2'17"80         |
| 1999  | Goldamix           | France          | Linamix            | Dominique Bœuf        | Carlos Laffon-Parias   | Wertheimer & Frère            | Petroselli         | Cosmographe       | 2'15"70         |
| 1998  | Spadoun            | France          | Kaldoun            | Dominique Bœuf        | Carlos Laffon-Parias   | J. Gonzalez                   | Bienamado          | Cupid             | 2'21"50         |
| 1997  | Special Quest      | France          | Rainbow Quest      | Olivier Doleuze       | Christiane Head        | Wertheimer & Frère            | Asakir             | Daymarti          | 2'11"90         |
| 1996  | Shaka              | France          | Exit to Nowhere    | Jean-René Dubosc      | Jean-Claude Rouget     | Robert Bousquet               | Daylami            | Sendoro           | 2'15"80         |
| 1995  | Polaris Flight     | Royaume-Uni     | Northern Flagship  | John-Andrew Reid      | Peter Chapple-Hyam     | Richard Kaster                | Ragmar             | Oliviero          | 2'13"70         |
| 1994  | Poliglote          | France          | Sadler's Wells     | Freddy Head           | Christiane Head        | Wertheimer & Frère            | Solar One          | Highest Cafe      | 2'19"40         |
| 1993  | Sunshack           | France          | Rainbow Quest      | Thierry Jarnet        | André Fabre            | Khalid Abdullah               | Zindari            | Tikkanen          | 2'15"20         |
| 1992  | Marchand de Sable  | France          | Theatrical         | Dominique Bœuf        | Elie Lellouche         | L. De Angeli                  | Infrasonic         | Arinthod          | 2'19"40         |
| 1991  | Glaieul            | France          | Lear Fan           | Dominique Bœuf        | Elie Lellouche         | Daniel Wildenstein            | Calling Collect    | Contested Bid     | 2'20"30         |
| 1990  | Pistolet Bleu      | France          | Top Ville          | Dominique Bœuf        | Elie Lellouche         | Daniel Wildenstein            | Pigeon Voyageur    | Fortunes Wheel    | 2'17"80         |
| 1989  | Intimiste          | France          | Arctic Tern        | Gérald Mossé          | François Boutin        | Marquise della Rocchetta      | Snurge             | Guiza             | 2'19"30         |
| 1988  | Miserden           | France          | Private Account    | Pat Eddery            | André Fabre            | Khalid Abdullah               | Louis Cyphre       | Plein Desprit     | 2'16"40         |

## Vainqueurs précédents
- 1987 - Waki River
- 1986 - Magistros
- 1985 - Fast Topaze
- 1984 - Mouktar
- 1983 - Darshaan
- 1982 - Escaline
- 1981 - Bon Sang
- 1980 - The Wonder
- 1979 - Providential
- 1978 - Callio
- 1977 - Tarek
- 1976 - Conglomerat
- 1975 - Kano
- 1974 - Easy Regent
- 1973 - Ribecourt
- 1972 - Simbir
- 1971 - Gay Saint
- 1970 - Rheffic
- 1969 - Stintino
- 1968 - Saraca
- 1967 - Fire Crest
- 1966 - Pointille
- 1965 - Sea Hawk
- 1964 - Carvin
- 1963 - Le Fabuleux
- 1962 - Ad Valorem
- 1961 - Tracy
- 1960 - Le Français
- 1959 - Marella
- 1958 - Le Loup Garou
- 1957 - Upstart
- 1955 - Pas de Deux
- 1953 - Sica Boy
- 1952 - Bingo
- 1950 - Aquino
- 1949 - Telegram
- 1947 - Rigoletto
- 1946 - Rhetorius
- 1945-1939 - éditions annulées
- 1938 - Tricameron
- 1937 - Canot
- 1936 - Tonnelle
- 1935 - Treignac
- 1934 - Skiff
- 1933 - El Lando
- 1932 - Amador
- 1931 - Incessu Patuit
- 1930 - Barneveldt
- 1929 - La Voulzie
- 1928 - Cordial
- 1927 - Motrico
- 1926 - Eneas
- 1925 - Becassine
- 1924 - Sizain
- 1923 - Fetz El Rih
- 1922 - Sylvan
- 1921 - Rocking Chair
- 1920 - Black Larry
- 1919-1914 - éditions annulées
- 1913 - Regent's Park
- 1912 - La Ribaude
- 1911 - Mongolie
- 1910 - Matchless
- 1909 - Hunyade
- 1908 - Clinquant
- 1907 - Talo Biribil
- 1906 - La Belle
- 1905 - Belle Fleur
- 1904 - Fier
- 1903 - Maidensblush
- 1902 - Marigold
- 1901 - Illinois